# 克拉斯諾夫岩
克拉斯諾夫岩（英語：Krasnov Rocks）是南極洲的岩層，位於毛德皇后地的阿斯特里德公主海岸，處於達爾曼山東南面4公里，屬於奧爾萬山脈的一部分，現時由南極條約體系管理。